# موشک ضدرادار

فیلمی از نابودی یک مجتمع راداری توسط موشک ای‌جی‌ام-۴۵ شرایک در یک مانور نظامی

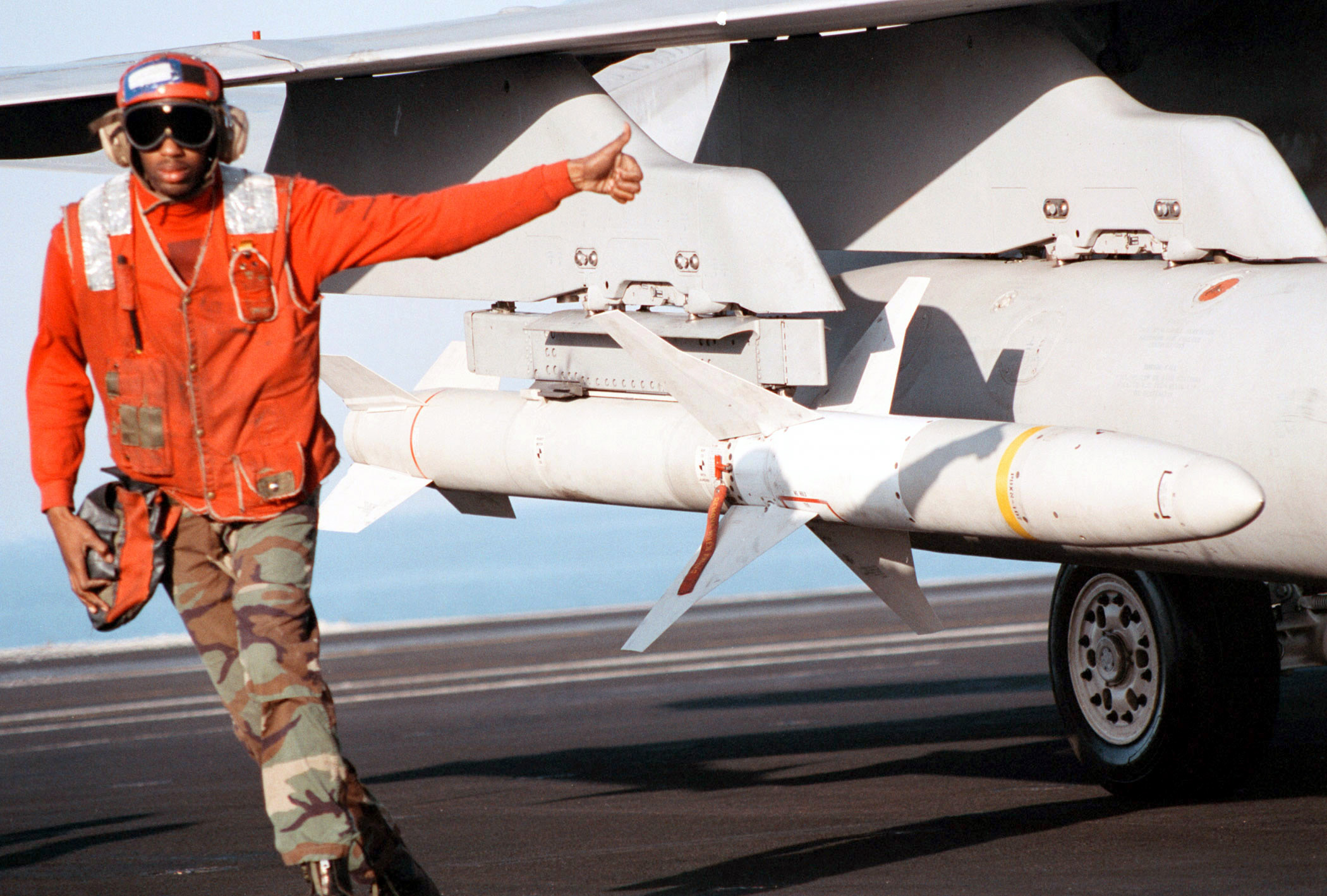
موشک ای‌جی‌ام-۸۸ هارم بر روی یک اف-۱۸ آمریکایی

موشک ضد رادار نوعی موشک است که برای تشخیص و شلیک به سوی منبع انتشار امواج رادیویی دشمن طراحی شده‌است. این موشک‌ها معمولاً برای نابودی رادارهای دشمن استفاده می‌شوند البته استفاده از آن‌ها علیه منابع پخش پارازیت و سیستم‌های ارتباطاتی رادیویی دشمن هم ممکن است.
موشک‌های ضدرادار معمولاً به صورت موشک هوابه‌زمین ساخته شده و توسط جنگنده‌های مخصوص برای نابودی دفاع هوایی دشمن و در نتیجه تضمین برتری هوایی برای نیروهای خودی استفاده می‌شوند.

## تاریخچه
ای‌جی‌ام-۴۵ شرایک نخستین موشک زمین‌به‌هوایی بود که به‌طور اختصاصی به عنوان موشک ضدرادار برای نیروهای مسلح آمریکا ساخته شد. طراحی آن در سال ۱۹۵۸ به منظور مقابله با موشک‌های جدید زمین‌به‌هوای شوروی معروف به سام-۲ طراحی شده و در سال ۱۹۶۳ تولید انبوه آن آغاز شد. نیروی هوایی و دریایی آمریکا از این موشک در تعداد بسیار زیاد استفاده کرد تا اینکه در دهه ۱۹۸۰ با موشک ای‌جی‌ام-۸۸ جایگزین شد.
نیروهای ائتلاف در جنگ ۱۹۹۱ علیه عراق و جنگ ۱۹۹۹ کوزوو به‌طور گسترده از این نوع موشک‌ها استفاده کردند. تنها در ۲۴ ساعت اول جنگ خلیج فارس بیش از ۵۰۰ موشک ای‌جی‌ام-۸۸ هارم به سوی حدود ۱۰۰ رادار دفاع هوایی عراق شلیک شد و در پی آن دفاع هوایی عراق برای جلوگیری از حملات، ناچار شد تا دستگاه‌های رادار خود را خاموش کند به‌طوری‌که در ششمین روز جنگ انتشار امواج رادارهای سیستم‌های موشکی دفاع هوایی، توپ ضدهوایی و هشدار سریع ۹۵ درصد کاهش یافته بود. در این جنگ علاوه بر موشک‌های هارم که مورد استفاده آمریکا و تعداد دیگری از متحدان بود، ارتش بریتانیا هم از موشک‌های ضدرادار بومی آلارم بر روی جنگنده‌های تورنادو اف۳ خود استفاده می‌کرد که این جنگ نخستین استفاده از این موشک در یک جنگ واقعی بود.